# Кутлуг II (уйгурский каган)
Кутлуг II  (тронное имя кит. упр. 懷信可汗, пиньинь huaixinkehan, палл. Хуайсинькэхань, личное имя кит. упр. 骨咄禄, пиньинь guduolu, палл. Гудулу, тюр. Кутлуг) — каган Уйгурского каганата с 795 года по 805 год. Первый каган открыто избранный советом старейшин. Передал обширные полномочия аристократии, восстановил манихейство.

## Происхождение
В детстве осиротел и был усыновлён уйгурским старейшиной из рода Цзяде (夾跌). Проявил способности в управлении и войне. При кагане Дуньмага прославился как смелый и удачливый командир, под его началом было достаточно верных воинов, чтобы обуздать уйгурскую знать.

## Правление
В 795 году Кутлуг был избран каганом из числа знати, так как уйгурская династия прервалась. Китайский император спешно признал нового кагана и пожаловал ему пышный титул кит. упр. 爱腾里逻羽录没密施合禄胡毗伽可汗, пиньинь aitengliluoyulumeimishiheluhupigakehan, палл. Айтэнлилоюйлумеймишихэлехупигакэхань. Потомков низверженной династии Яологэ каган наградил различными постами при дворе, а своих родственников выдвигать не стал.
Во внешней политике каганата отмечено совершенное затишье, но внутри произошли значительные изменения. Судя по уйгурским надписям, Кутлуг II восстановил манихейскую религию в каганате и согласился править, советуясь с высшей аристократией и манихейскими священниками.
В 805 году каган умер. Совет старейшин избрал каганом Кюлюг-Бильге-хана